# Sinodolichos
Genre
Sinodolichos est un genre de plantes à fleurs dicotylédones de la famille des Fabaceae, sous-famille des Faboideae, originaire d'Asie, qui comprend deux espèces acceptées.

## Liste d'espèces
Selon The Plant List (27 novembre 2018) :
- Sinodolichos lagopus (Dunn) Verdc.
- Sinodolichos oxyphyllus (Benth.) Verd.